# Luis Gutiérrez
Luis Vicente Gutiérrez (né le 10 décembre 1953 à Chicago) est un homme politique américain, membre du Parti démocrate. 
De 1993 à 2019, il représente le quatrième district de l'Illinois à la Chambre des représentants des États-Unis.

## Carrière politique
En 1992, Luis Gutiérrez est candidat à la Chambre des représentants des États-Unis dans le quatrième district de l'Illinois, une circonscription qui regroupe de nombreux quartiers hispaniques de la région de Chicago,. Après avoir remporté l'investiture démocrate face à Juan Soliz, il est élu largement lors de l'élection générale avec plus de 77 % des voix. Depuis cette date, Gutiérrez est réélu sans interruption.
En novembre 2017, il annonce son intention de ne pas se représenter au Congrès, notamment pour aider à la reconstruction de Porto Rico après l'ouragan Maria.

## Positions politiques
L'analyse de ses votes montre que Gutiérrez est un démocrate left-liberal, ce qui signifie qu'il fait partie de l'aile gauche du Parti démocrate (liberal aux États-Unis signifiant « progressiste »). Lors du 112e congrès, il a voté à plus de 90 % avec la ligne de son parti.
D'origine portoricaine, il souhaite l'indépendance de l'Île. C'est un défenseur des droits du travail, du mariage gay et de l'immigration.